# Ngalba-Bulal-Nationalpark
Der Ngalba-Bulal-Nationalpark (engl.: Ngalba Bulal National Park) erstreckt sich über eine Fläche von 56,5 Quadratkilometer und befindet sich in der Region Far North Region von Queensland, Australien. Der Nationalpark, der ursprünglich Cedar-Bay-Nationalpark genannt wurde, ist im Jahr 2011 in Ngalba-Bulal-Nationalpark umbenannt worden. Der Park, der ein Teil des Weltnaturerbes der Regenwälder in Queensland ist, liegt 40 Kilometer südlich von Cooktown und 10 Kilometer nördlich von Ayton. Der Park wurde 1977 gegründet und wird von den Aborigines der Eastern Kuku Yalanji Mangkal-Mangkalba genannt und verwaltet.

## Geschichte
Im Gebiet des Ngalba-Bulal-Nationalparks lebten die Aborigines der Eastern Kuku Yalanji. Für sie hat das Gebiet besondere Bedeutung, denn es beherbergt Stätten, die mythologische Bedeutung für ihre Kanus, für Schildkröten und Salzwasseraale haben. Um eine Zinnlagerstätte im Gebiet der Cedar Bay auszubeuten, drangen 1870 europäische Bergleute in dieses Gebiet ein. Die Spuren dieses Abbaus sind an den Black Snake Rocks heute noch erkennbar. Der Pfad, den die Bergleute mit ihren Mulis nutzten, ist nun ein Wanderweg.
2007 wurde der Nationalpark im Rahmen einer Rückübereignung als Teil eines 2000 Quadratkilometer großen Gebiets auf der Cape York Peninsula von der Regierung von Queensland an die Aborigines übertragen.

## Flora und Fauna
Im Gebiet kommen über 900 Pflanzenarten vor, darunter 45 gefährdete Arten, von denen die meisten Regenwaldpflanzen sind. Es gibt seltene und gefährdete Bäume, Büsche, Gräser und Orchideen.
45 Säugetierarten leben im Park und etwa 260 Vogel-, 34 Eidechsen-, 18 Schlangen- und vier Schildkrötenarten.

## Touristische Information
Der Nationalpark ist nur über zwei schwer begehbare Wanderwege oder mit Booten erreichbar. Das Gelände reicht von der Meereshöhe bis zum 1148 Meter hohen Mount Finnigan. Camping ist im Park erlaubt, allerdings ist eine rechtzeitige Anmeldung und Erlaubnis erforderlich. Durch den Park führte früher ein Pfad für Maultiere, der zu den historischen Zinnminen führte und heute als Wanderweg genutzt wird. Wegen seiner kulturellen Bedeutung untersagen die Aborigines den Zutritt in das Gebiet von Redsnake Point. Am 2. Februar 2011 wurde der Nationalpark von dem verheerenden Zyklon Yasi getroffen, der eine Geschwindigkeit von 285 km/h erreichte.
In der Nachbarschaft liegen die Nationalparks Black Mountain, Hope Islands und Daintree.